# Audrieu
Audrieu (Audrieuⓘ) – miejscowość i gmina we Francji, w regionie Normandia, w departamencie Calvados.
Według danych na rok 1990 gminę zamieszkiwało 868 osób, a gęstość zaludnienia wynosiła 77 osób/km² (wśród 1815 gmin Dolnej Normandii Audrieu plasuje się na 260. miejscu pod względem liczby ludności, natomiast pod względem powierzchni na miejscu 431.).